# CJ Albertson
CJ Albertson (Fresno, 11 ottobre 1993) è un maratoneta e ultramaratoneta statunitense.

## Biografia
È il detentore del record del mondo dei 50 km, con un tempo di 2h38'43".

## Campionati nazionali
2020
- 7º ai campionati statunitensi di maratona - 2h11'49"

2024
- 5º ai campionati statunitensi di maratona - 2h10'07"

## Altre competizioni internazionali
2021
- 10º alla Maratona di Boston ( Boston) - 2h11'44"

2022
- 13º alla Maratona di Boston ( Boston) - 2h10'23"
- Oro alla Ruth Anderson Memorial Endurance Run ( San Francisco), 50 km - 2h38'43"

2023
- 12º alla Maratona di Boston ( Boston) - 2h10'33""

2024
- 7º alla Maratona di Chicago ( Chicago) - 2h08'07"
- 7º alla Maratona di Boston ( Boston) - 2h09'53"
- 10º alla Maratona di New York ( New York) - 2h10'57"

2025
- 14º alla Maratona di Boston ( Boston) - 2h10'16"
- Bronzo alla Maratona di Ottawa ( Ottawa) - 2h08'55"